# Uganda az 1964. évi nyári olimpiai játékokon
Uganda a japán Tokióban megrendezett 1964. évi nyári olimpiai játékok egyik részt vevő nemzete volt. Az országot az olimpián 2 sportágban 13 sportoló képviselte, akik érmet nem szereztek.

## Atlétika
Férfi
| Versenyző                                       | Versenyszám     | Előfutam | Előfutam | Előfutam | Negyeddöntő | Negyeddöntő | Negyeddöntő | Elődöntő | Elődöntő | Elődöntő | Döntő   | Döntő    |
| Versenyző                                       | Versenyszám     | Idő      | Hely.    | Össz.    | Idő         | Hely.       | Össz.       | Idő      | Hely.    | Össz.    | Idő     | Helyezés |
| ----------------------------------------------- | --------------- | -------- | -------- | -------- | ----------- | ----------- | ----------- | -------- | -------- | -------- | ------- | -------- |
| James Odongo                                    | 100 m           | 10,91    | 4.       | 51.*     | kiesett     | kiesett     | kiesett     | kiesett  | kiesett  | kiesett  | kiesett | kiesett  |
| Sam Amukun                                      | 200 m           | 21,55    | 5.       | 30.*     | kiesett     | kiesett     | kiesett     | kiesett  | kiesett  | kiesett  | kiesett | kiesett  |
| Aggrey Awori                                    | 200 m           | 21,94    | 6.       | 42.      | kiesett     | kiesett     | kiesett     | kiesett  | kiesett  | kiesett  | kiesett | kiesett  |
| Aggrey Awori                                    | 110 m gát       | 14,68    | 5.       | 20.      |             |             |             | kiesett  | kiesett  | kiesett  | kiesett | kiesett  |
| Virgil Okiring                                  | 110 m gát       | 15,5     | 7.       | 36.      |             |             |             | kiesett  | kiesett  | kiesett  | kiesett | kiesett  |
| Amos Omolo                                      | 400 m           | 47,65    | 5.       | 32.      | kiesett     | kiesett     | kiesett     | kiesett  | kiesett  | kiesett  | kiesett | kiesett  |
| Jorem Ochana                                    | 400 m gát       | 52,4     | 4.       | 19.      |             |             |             | kiesett  | kiesett  | kiesett  | kiesett | kiesett  |
| Aggrey Awori Sam Amukun James Odongo Amos Omolo | 4 × 100 m váltó | 41,4     | 6.       | 17.*     |             |             |             | kiesett  | kiesett  | kiesett  | kiesett | kiesett  |

Női
| Versenyző     | Versenyszám | Előfutam | Előfutam | Előfutam | Negyeddöntő | Negyeddöntő | Negyeddöntő | Elődöntő | Elődöntő | Elődöntő | Döntő   | Döntő    |
| Versenyző     | Versenyszám | Idő      | Hely.    | Össz.    | Idő         | Hely.       | Össz.       | Idő      | Hely.    | Össz.    | Idő     | Helyezés |
| ------------- | ----------- | -------- | -------- | -------- | ----------- | ----------- | ----------- | -------- | -------- | -------- | ------- | -------- |
| Irene Muyanga | 100 m       | 12,05    | 5.       | 30.*     | 12,24       | 7.          | 30.         | kiesett  | kiesett  | kiesett  | kiesett | kiesett  |
| Irene Muyanga | 200 m       | 27,6     | 5.       | 35.      |             |             |             | kiesett  | kiesett  | kiesett  | kiesett | kiesett  |
| Mary Musani   | 80 m gát    | 12,9     | 7.       | 26.      |             |             |             | kiesett  | kiesett  | kiesett  | kiesett | kiesett  |

* - egy másik versenyzővel/váltóval azonos időt ért el

## Ökölvívás
| Versenyző         | Versenyszám  | Selejtező                 | 32-es főtábla              | Nyolcaddöntő                     | Negyeddöntő                  | Elődöntő          | Döntő             | Helyezés |
| Versenyző         | Versenyszám  | Ellenfél Eredmény         | Ellenfél Eredmény          | Ellenfél Eredmény                | Ellenfél Eredmény            | Ellenfél Eredmény | Ellenfél Eredmény | Helyezés |
| ----------------- | ------------ | ------------------------- | -------------------------- | -------------------------------- | ---------------------------- | ----------------- | ----------------- | -------- |
| Alex Odhiambo     | Könnyűsúly   | You Chin Hong (CAM) · RSC | Mario Serrano (MEX) · 5-0  | Kajdi János (HUN) · 0-5          | kiesett                      | kiesett           | kiesett           | 9.       |
| Ernest Mabwa      | Váltósúly    |                           | Maurice Frilot (USA) · 5-0 | Constantin Niculescu (ROU) · 3-2 | Ričardas Tamulis (URS) · 0-5 | kiesett           | kiesett           | 5.       |
| Peter P. Odhiambo | Középsúly    |                           | Jacques Marty (FRA) · 5-0  | Ahmed Haszán (RAU) · 0-5         | kiesett                      | kiesett           | kiesett           | 9.       |
| Henry Mugwanya    | Félnehézsúly |                           | erőnyerő                   | Jürgen Schlegel (EUA) · 0-5      | kiesett                      | kiesett           | kiesett           | 9.       |
| George Oywello    | Nehézsúly    |                           |                            | Joe Frazier (USA) · RSC          | kiesett                      | kiesett           | kiesett           | 9.       |